# Diego de Zama
Diego de Zama este cel mai reprezentativ roman al argentinianului Antonio di Benedetto. A fost publicat în 1956, cu titlul de Zama, fiind tradus în limba română  abia în 1988, sub titlul Diego de Zama.
Acțiunea romanului este plasată în Paraguay, la sfârșitul secolului al XVIII-lea. Protagonistul este Diego de Zama, un fost mare erou al cuceririlor spaniole, acum izolat într-o funcție ștearsă, într-un loc la fel de lipsit de strălucire. Romanul are în centru interminabila așteptare a lui Zama de a-și redobândi prestigiul de odinioară și de a fi promovat într-un post pe măsură in Buenos Aires, unde se afla familia sa.

## Rezumat
Structurarea volumului în trei părți (Anul 1790, Anul 1794, Anul 1799) coincide cu etapele decăderii morale a protagonistului. În prima parte Zama încă nu și-a pierdut pe deplin prestigiul, dar greutățile zilnice și singurătatea încep să-i apese tot mai mult sufletul, determinându-l să se refugieze într-o lume imaginară, dominată de obsesia pentru o iubire ideală. În partea a doua situația protagonistului se înrăutățește: are un copil nelegitim cu o văduvă săracă, pe care o părăsește, trăiește în sărăcie, răbdând lipsurile fără a putea face nimic. În ultima parte face o ultimă încercare de a scăpa de mizeria în care trăise, înrolându-se în grupul care se afla în căutarea unui bandit de temut. Alegerea se întoarce împotriva sa, Zama fiind obligat să treacă de partea răufăcătorilor iar în cele din urma moare dezonorat.
Spiritul cărții trece dincolo de cadrul în care este plasată acțiunea, Diego de Zama fiind un roman foarte actual, care vorbește despre singurătate și neputința omului de a deveni ceea ce își dorește.
1. ↑   https://journals.openedition.org/artelogie/570, accesat în 24 august 2024 Lipsește sau este vid: |title= (ajutor)